# Organisation internationale des intersexes
L'Organisation internationale des intersexes (OII) est une organisation non gouvernementale internationale consacrée à la défense des personnes intersexuées. C'est le plus important groupe de défense des intersexes dans le monde.

## Histoire
Fondée en 2003 par Curtis Hinkle et Sarita Vincent Guillot, l'OII est un réseau décentralisé mis en place pour offrir un moyen d'expression aux personnes intersexuées, tout particulièrement celles qui vivent en dehors des États-Unis, celles qui ne sont pas anglophones, et toutes les personnes qui n'entrent pas dans les catégories médicalisées de maladies employées par d'autres groupements d'intersexes ; elle tend à regrouper les personnes nées avec des caractéristiques sexuelles qui ne correspondent pas aux normes sociales du "féminin" ou du "masculin". Ces variations peuvent être chromosomiques, hormonales, anatomiques (visibles au niveau des organes génitaux internes et/ou externes, et/ou de la pilosité, et/ou du développement mammaire etc). Elles peuvent être visibles à la naissance ou apparaître plus tard dans la vie, ou encore être détectées au hasard d'autres examens médicaux.

## Revendications de l'OII
L'objectif principal de l'OII consiste à affirmer les droits humains des personnes intersexes. L'organisation lutte contre les traitements qui sont imposés tant aux enfants qu'aux adultes intersexes par la pratique d'opérations chirurgicales de réassignation sexuelle qui ne font plus consensus et par l'assignation arbitraire d'un genre sans aucune concertation informée avec la personne concernée. L'OII revendique pour toute personne intersexuée la liberté de choisir elle-même quel sexe, genre et identité sociale elle adoptera, et en particulier de choisir elle-même de recourir ou non à un traitement. 
Outre la lutte pour les droits des intersexes, l'OII cherche à faciliter les contacts entre les différentes associations de personnes intersexes à travers le monde, afin de favoriser les échanges entre intersexes, qu'il s'agisse de venir en aide à des personnes intersexes, d'aider leurs familles et leurs proches à comprendre l'intersexuation, ou de favoriser les débats d'idées sur le concept même d’intersexuation. L'OII tend également à fournir aux chercheurs travaillant sur l'intersexuation] (tant en médecine qu'en sexologie, en sociologie ou en psychologie) le point de vue des personnes intersexes elles-mêmes, en faisant connaître leur vécu et leurs revendications. 
L'OII définit sa mission comme distincte de celles des organisations LGBT, mais cherche à permettre aux personnes intersexes de revendiquer librement leurs sexualités, qu'elles recherchent une sexualité (ou non-sexualité) qui leur soit propre en tant qu'intersexes, ou bien qu'elles s'identifient comme hétérosexuelles, homosexuelles ou bisexuelles, et parfois comme transgenres.